# Thomas Posth

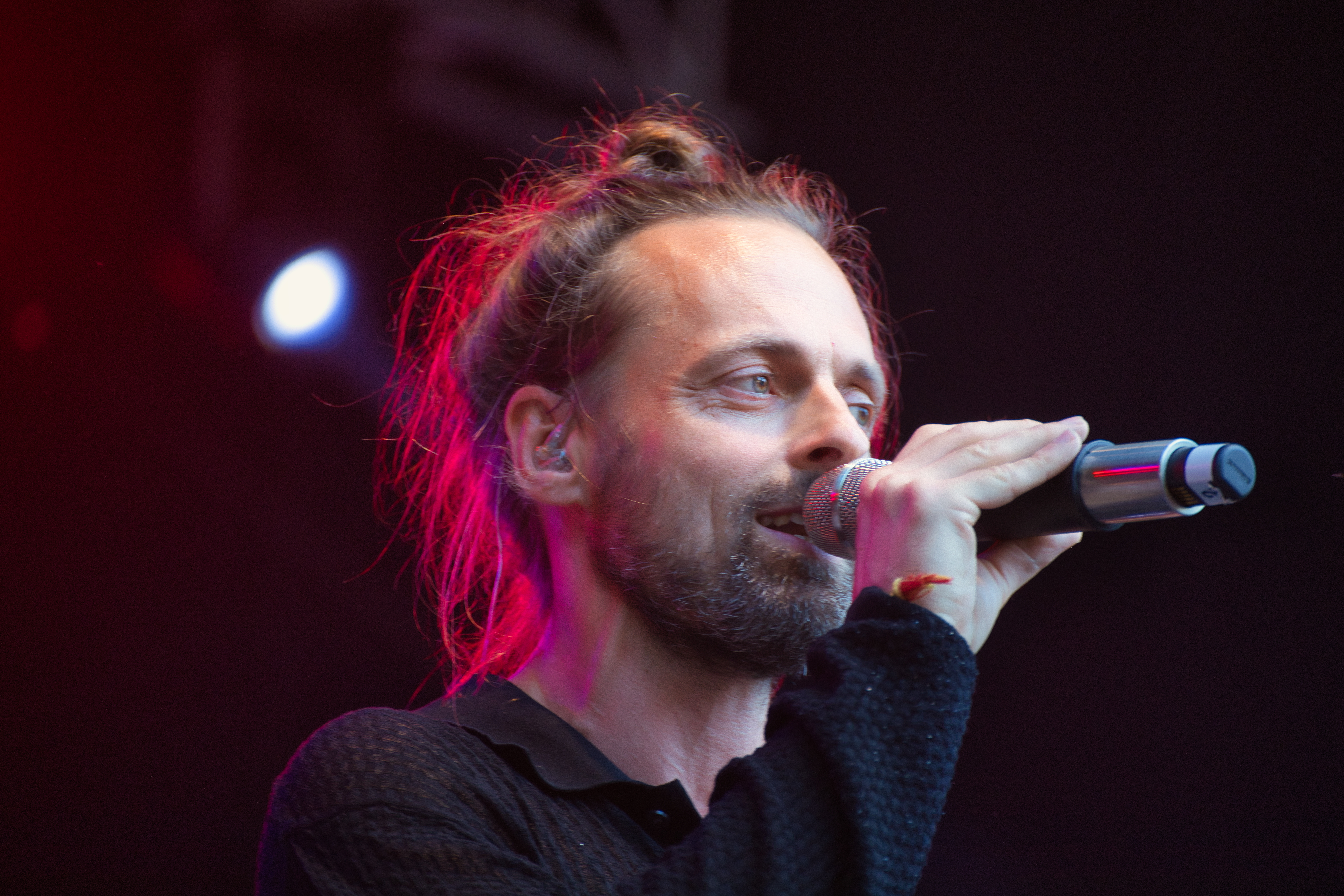
Thomas Posth mit dem Orchester im Treppenhaus auf dem Rudolstadt-Festival 2023

Thomas Posth (* 1976 in Tübingen) ist ein deutscher Musiker, Dirigent und Konzertdesigner.
Bereits in seiner Kindheit begann Posth, Violoncello zu spielen. Mit 10 Jahren wurde er Mitglied der Stuttgarter Hymnus-Chorknaben. Er studierte Schulmusik, Violoncello und Dirigieren an den Musikhochschulen in Hannover und Detmold. 2006 wurde er ins Dirigentenforum des Deutschen Musikrats aufgenommen und absolvierte Kurse unter anderem bei Colin Metters, Reinhard Goebel und Kurt Masur. Er arbeitete mit Klangkörpern wie dem Beethoven Orchester Bonn, der Musikalischen Komödie Leipzig, der Musikfabrik Köln und dem Sinfonieorchester des Hessischen Rundfunks zusammen. Von Dezember 2007 bis Juli 2013 bekleidete er einen Lehrauftrag für Chorleitung an der HfM Würzburg, von April 2009 bis Februar 2020 einen Lehrauftrag für Orchesterleitung an der HMTM Hannover. Seit dem Wintersemester 2013 ist Thomas Posth Akademischer Musikdirektor an der Universität Hamburg. 2006 gründete er das Orchester im Treppenhaus, dessen künstlerischer Leiter und Geschäftsführer er seither ist. Das hannoversche Ensemble entwickelt neue Konzertformate und tritt regelmäßig mit Veranstaltungsreihen in Hannover und bei Festivals in Deutschland und Europa auf. Von 2014 bis 2020 war Posth außerdem künstlerischer Leiter der "Académie de Musique de Chambre de Bardou". 2008 wurde er mit dem Förderpreis des Praetorius Musikpreis des Landes Niedersachsen ausgezeichnet.